# 窪田空穂記念館

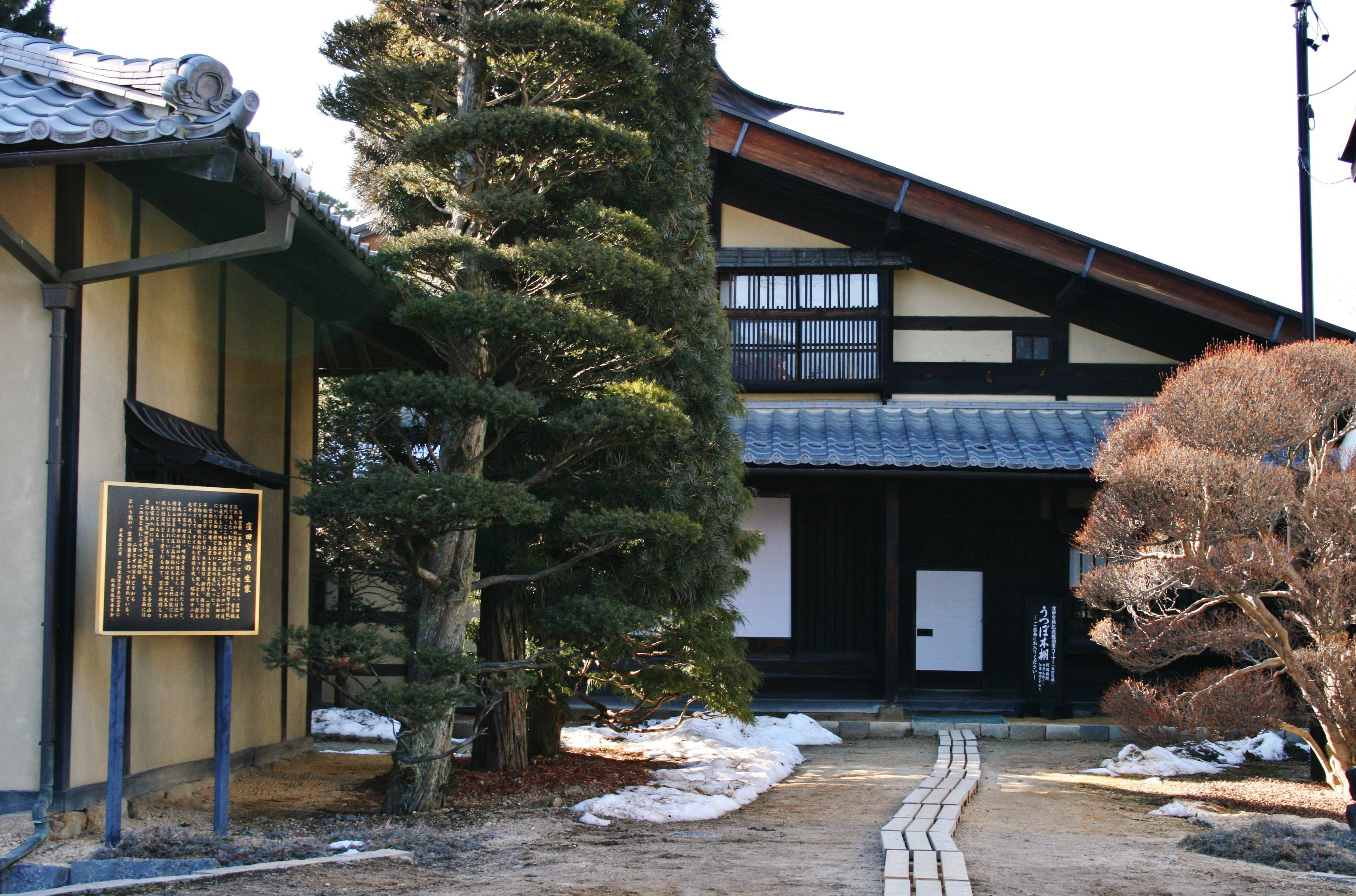
窪田空穂生家

窪田空穂記念館（くぼたうつぼきねんかん）は、長野県松本市和田にある記念館。国文学者で歌人ある窪田空穂の生家に隣接して造られた文学館である。松本市立博物館の分館。

## 概要
同市出身である窪田空穂の業績を讃えるため、1993年に建設された。空穂にゆかりのある品々が展示されている。

## 利用案内
- 開館時間：9:00〜17:00（入館は16:30まで）
- 休館日：毎週月曜日、年末年始
- 観覧料：大人300円

子ども（中学生以下）無料
障害者およびその介助者（1名）無料

## 交通アクセス
- 松本バスターミナルから松本電鉄バス山形線、上大池（車庫前）行きに乗車し、和田町郵便局下車、徒歩約3分
- 松本ICから自動車で約10分
- 松本駅から自動車で約20分